# Doron Zeilberger

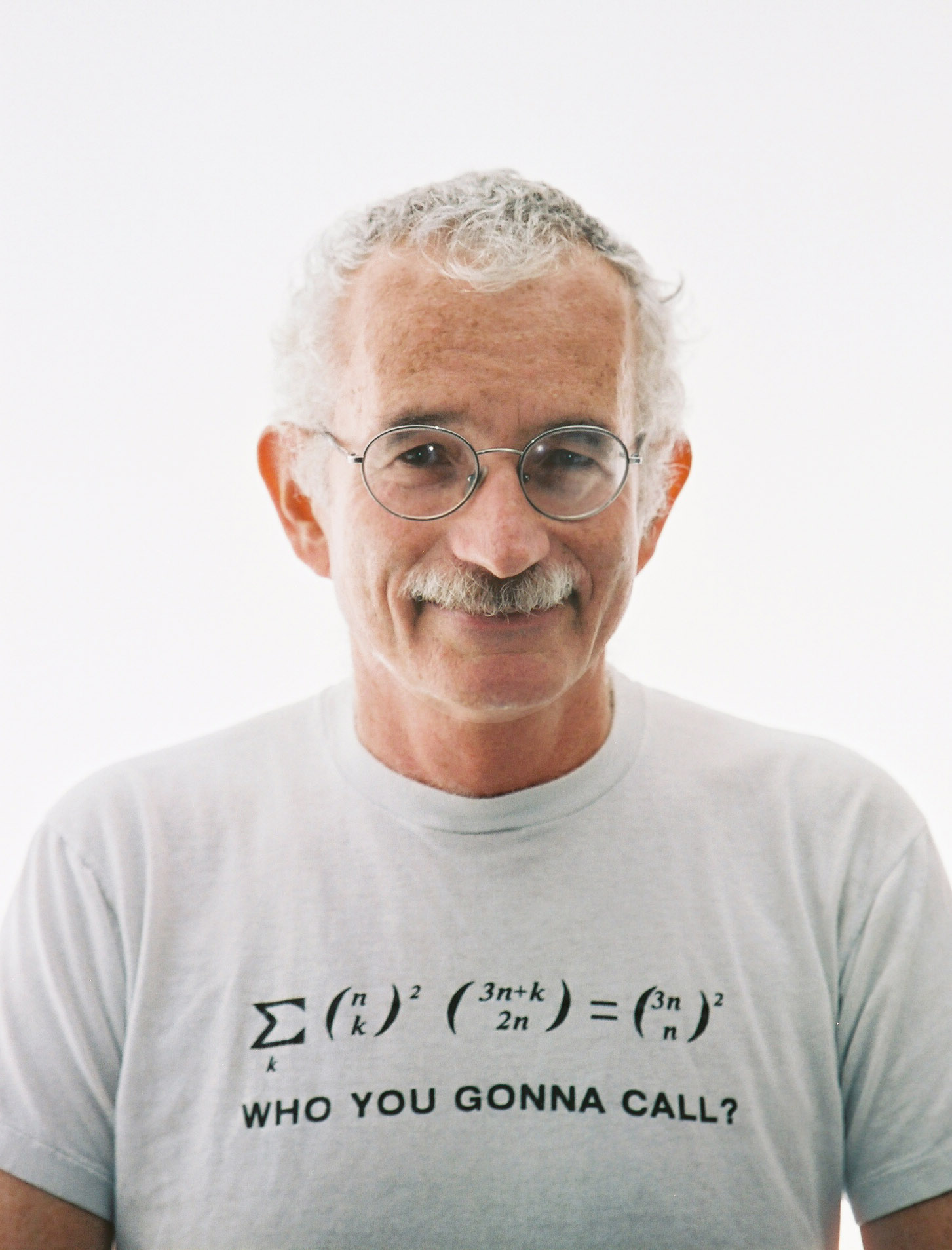
Doron Zeilberger

Doron Zeilberger (hebräisch דורון ציילברגר; * 2. Juli 1950 in Haifa, Israel) ist ein israelischer Mathematiker, der sich mit Kombinatorik beschäftigt.
Zeilberger wurde 1976 am Weizmann-Institut bei Harry Dym promoviert. 1977/78 war er am Institute for Advanced Study in Princeton. Er ist Professor für Mathematik an der Rutgers University, New Jersey.
Zeilberger hat viele wichtige Beiträge zur Kombinatorik geleistet, speziell im Bereich hypergeometrischer Identitäten und {\displaystyle q}-Reihen (Zeilberger-Algorithmus, Wilf-Zeilberger-Paare).
Für seinen Beweis (1995) der „Alternating Sign Matrix Conjecture“ über die Anzahl von Matrizen mit alternierenden Vorzeichen heuerte er 88 Freiwillige zur Überprüfung des Beweises an, der den massiven Einsatz von Computern erforderte. Einen kürzeren Beweis gab kurz danach Greg Kuperberg.
Mit Herbert Wilf erhielt er für seine Forschungsarbeiten 1998 den Leroy P. Steele Prize. 2004 erhielt er die Euler-Medaille.
Mit Wilf und Marko Petkovsek veröffentlichte er 1996 das Buch {\displaystyle A=B}. Es beschreibt für einen breiten Leserkreis die Forschungsergebnisse über Algorithmen zur Vereinfachung von Summen mit Binomialkoeffizienten und zum Finden und Beweisen von hypergeometrischen Identitäten. Das Buch ist online verfügbar, das Vorwort schrieb Donald Knuth.
Er ist Fellow der American Mathematical Society.
Zeilberger ist mit einer Physikerin verheiratet und hat drei Kinder.
Der Name des Koautors einiger seiner Aufsätze (Shalosh B. Ekhad) ist fiktiv (er bezeichnet seinen Computer, ein ATT 3B1, Shalosh steht für drei, Ekhad für eins).